# RKSV Sittardia in het seizoen 1954/55
Het seizoen 1954/1955 was het eerste jaar in het bestaan van de Sittardse betaaldvoetbalclub Sittardia. De club kwam uit in de Eerste klasse B en eindigde op de vijfde plaats, dit betekende dat de club in het nieuwe seizoen uitkwam op het hoogste voetbalniveau.

## Wedstrijdstatistieken

### Eerste klasse C(afgebroken)
|       | BVV   | EBOH  | Excelsior | Hermes DVS | Kerkrade | Limburgia | NAC   | PSV   | RBC | VVV   | Willem II | Xerxes |
| ----- | ----- | ----- | --------- | ---------- | -------- | --------- | ----- | ----- | --- | ----- | --------- | ------ |
| Thuis | 3 – 3 | –     | –         | –          | 5 – 2    | –         | –     | 3 – 6 | –   | –     | 2 – 4     | –      |
| Uit   | –     | 3 – 3 | –         | –          | –        | 0 – 0     | 2 – 0 | –     | –   | 3 – 2 | –         | 0 – 1  |

### Eerste klasse B
|       | ADO   | Brabantia | DWS   | EDO   | Elinkwijk | Fortuna '54 | Heerenveen | Heracles | Rigtersbleek | Sparta | SVV   | Wageningen | Willem II |
| ----- | ----- | --------- | ----- | ----- | --------- | ----------- | ---------- | -------- | ------------ | ------ | ----- | ---------- | --------- |
| Thuis | 3 – 0 | 0 – 1     | 2 – 0 | 5 – 1 | 5 – 2     | 3 – 1       | 3 – 2      | 5 – 3    | 1 – 0        | 1 – 5  | 2 – 2 | 1 – 2      | 7 – 4     |
| Uit   | 4 – 1 | 2 – 2     | 1 – 0 | 2 – 1 | 3 – 2     | 1 – 3       | 2 – 2      | 2 – 2    | 2 – 2        | 1 – 1  | 3 – 2 | 1 – 0      | 5 – 1     |

## Statistieken Sittardia 1954/1955

### Eindstand Sittardia in de Nederlandse Eerste klasse B 1954 / 1955
| Stand | Gespeeld | Gewonnen | Gelijk | Verloren | Punten | Doelpunten voor | Doelpunten tegen |
| ----- | -------- | -------- | ------ | -------- | ------ | --------------- | ---------------- |
| 6e    | 26       | 10       | 6      | 10       | 26     | 57              | 52               |

### Eindstand Sittardia in de Nederlandse Eerste klasse C 1954 / 1955 (afgebroken)
| Stand | Gespeeld | Gewonnen | Gelijk | Verloren | Punten | Doelpunten voor | Doelpunten tegen |
| ----- | -------- | -------- | ------ | -------- | ------ | --------------- | ---------------- |
| 9e    | 9        | 2        | 3      | 4        | 7      | 19              | 23               |

### Topscorers
| #                | Naam                        | Goal |
| ---------------- | --------------------------- | ---- |
| 1.               | Harie Ehlen                 | 24   |
| 2.               | Jan van den Heuvel          | 10   |
| 3.               | Gerard Gruisen              | 8    |
| 4.               | Willy Erkens                | 6    |
| 5.               | Jozef Schils                | 3    |
| 6.               | Frans Ververs               | 2    |
| 7.               | Antoine Gardier             | 1    |
| Eigen doelpunten |                             |      |
|                  | Roelof van Dijk (Elinkwijk) | 2    |
|                  | Veenstra (Heerenveen)       | 1    |
| Totaal           | Totaal                      | 57   |

| #      | Naam               | Goal |
| ------ | ------------------ | ---- |
| 1.     | Harie Ehlen        | 6    |
| 2.     | Gerard Gruisen     | 4    |
| 2.     | Jan van den Heuvel | 4    |
| 4.     | Willy Erkens       | 2    |
| 4.     | Georg Keßler       | 2    |
| 6.     | Jozef Schils       | 1    |
| Totaal | Totaal             | 19   |